# Te Deum
Te Deum (do seu incipit, Te Deum Laudamus, Latim para "a Vós, ó Deus, louvamos") é um hino Católico cuja redação final é tradicionalmente datada do ano 387 d.C. quando da ocasião do batismo de Santo Agostinho por Santo Ambrósio, mas de origem ancestral, com autoria rastreada ao Papa Santo Aniceto, em 160 d.C. 
O hino é usado principalmente na liturgia católica, como parte do Ofício de Leituras da Liturgia das Horas e outros eventos solenes de ações de graças.
No último dia do ano, as leis eclesiásticas concedem aos católicos a indulgência plenária, nas condições usuais, se estes recitarem um Te Deum em público no réveillon como gratidão a Deus pelos benefícios Dele recebidos durante o ano que finda. No cristianismo a gratidão sincera e cordial é considerada a chave para se receber mais dadivosos benefícios da bondade divina, por isso nada mais justo, digno e necessário esta demonstração de ações de graças por parte do fiel.  
O hino é encontrado também na hinódia ou práticas litúrgicas de outras igrejas cristãs, incluindo o Livro de Oração Comum da Igreja Anglicana, as matinas luteranas e, de modo menos regular, em outras denominações protestantes e evangélicas.

## Denominação
Das duas primeiras palavras do primeiro verso,  "Te Deum laudamos" (literalmente 'A ti, Deus, louvamos'), deriva o nome pelo qual o hino ficou conhecido.  O nome latino vem sendo usado a designar também suas traduções para os diversos vernáculos, mesmo fora do catolicismo. 
O termo Te Deum também pode referir-se a um breve serviço religioso (de bênção ou agradecimento) baseado no hino.

## História
Tradicionalmente, a autoria do hino é atribuída a Santo Ambrósio (m. 397) e a Santo Agostinho (m. 430), na ocasião do batismo deste último pelo primeiro na Catedral de Milão, no ano 387.  
Estudos levados a cabo no século XIX, atribuíram a composição aos santos Hilário de Poitiers (m. 367) e Nicetas de Remesiana (m. 414). No século XX, a associação com Nicetas foi abandonada, de modo que o hino, embora datando quase certamente do século IV, é considerado de autoria incerta. 
A autoria de Nicetas de Remesiana foi sugerida pela associação do nome "Nicetas" com o hino em manuscritos do século X em diante, e foi particularmente defendida na década de 1890 por Germain Morin. Hinologistas do século XX, especialmente Ernst Kähler (1958), mostraram que a associação com "Nicetas" era espúria. Tem semelhanças estruturais com uma oração eucarística e foi proposto que foi originalmente composta como parte de uma. Para algumas correntes historiográficas da hinologia cristã, outros padres da Igreja católica foram propostos como possíveis autores mas todos estudos são por ora considerados inconclusivos.
O hino fazia parte do Hinário Antigo desde que foi introduzido na ordem beneditina no século VI e foi preservado no Hinário franco do século VIII. No entanto, foi removido do Novo Hinário, que se tornou predominante no século X. Foi restaurado no século XII em hinários que tentaram restaurar a intenção louvável do governo de São Bento.

## Uso
No ofício tradicional, o Te Deum é cantado no final das Matinas em todos os dias em que o Glória é rezado na Missa; esses dias são todos os domingos que caem fora do tempo do Advento, da Septuagésima, da Quaresma e da Semana Santa; em todas as festas (exceto o Tríduo ) e em todas as férias durante a Páscoa .
Antes das reformas de 1961 do Papa João XXIII, nem a Glória nem o Te Deum eram ditos na festa dos Santos Inocentes, a não ser que caísse no domingo, pois foram martirizados antes da morte de Cristo e, portanto, não puderam alcançar imediatamente a visão beatífica.
Na Liturgia das Horas do Papa Paulo VI, o Te Deum é cantado no final do Ofício das Leituras em todos os domingos, exceto os da Quaresma, em todas as solenidades, nas oitavas da Páscoa e do Natal, e em todas as festas. A indulgência plenária é concedida, nas condições usuais, àqueles que a recitem em público no réveillon.
Também é usado junto com os cânticos padrão na Oração da Manhã, conforme prescrito no Livro Anglicano de Oração Comum , como uma opção na Oração da Manhã ou Matinas para Luteranos, e é mantido por muitas igrejas da tradição Reformada.
O hino é usado regularmente na Igreja Católica, Igreja Luterana, Igreja Anglicana e Igreja Metodista (principalmente antes da Homilia) no Ofício de Leituras encontrado na Liturgia das Horas, e em agradecimento a Deus por uma bênção especial como a eleição de um papa, a consagração de um bispo, a canonização de um santo, uma profissão religiosa, a publicação de um tratado de paz, uma coroação real, etc. É cantada após a missa ou o ofício divino ou como uma cerimônia religiosa. O hino também permanece em uso na Comunhão Anglicana e em algumas igrejas luteranas em ambientes semelhantes.

## Texto
As petições no final do hino (começando com Salvum fac populum tuum) são uma seleção de versos do Livro de Salmos, anexados posteriormente ao hino original.
O hino segue o esboço do Credo dos Apóstolos, misturando uma visão poética da liturgia celestial com sua declaração de fé. Invocando imediatamente o nome de Deus, o hino passa a nomear todos aqueles que louvam e veneram a Deus, desde a hierarquia das criaturas celestiais aos fiéis cristãos que já estão no céu e à Igreja espalhada por todo o mundo.
O hino então retorna à sua fórmula de profissão de fé, nomeando Cristo e relembrando seu nascimento, sofrimento e morte, sua ressurreição e glorificação. Neste ponto, o hino se volta para os temas que declaram o louvor, tanto a Igreja universal quanto o cantor em particular, pedindo misericórdia para os pecados passados, proteção contra o pecado futuro e a esperada reunião com os eleitos no Céu.

## Te Deumna Música
O texto foi musicado por vários compositores, entre eles Marc-Antoine Charpentier, Henry Purcell, Jean-Baptiste Lully, Wolfgang Amadeus Mozart, Franz Joseph Haydn, Hector Berlioz, Anton Bruckner, Antonín Dvorák, António Francisco Braga, António Teixeira, Kiko Arguello, João de Sousa Carvalho, Lobo de Mesquita, José Maurício Nunes Garcia e Pe. Zezinho. Também o imperador Pedro I do Brasil compôs um Te Deum, bem como o ilustre compositor luso-brasileiro Marcos Portugal.